# Prix de la place de cinéma en France
 (février 2013).
Si vous disposez d'ouvrages ou d'articles de référence ou si vous connaissez des sites web de qualité traitant du thème abordé ici, merci de compléter l'article en donnant les références utiles à sa vérifiabilité et en les liant à la section « Notes et références ».
Le prix des places de cinéma en France est une donnée économique relative à la production audiovisuelle cinématographique en lien avec la distribution et la diffusion dans l'ensemble des salles françaises.

## Analyse des données
En France, le prix d'une entrée, ou d'une séance, en salle est une donnée économique qu'il est possible d'identifier et de retracer depuis le début du XXe siècle. Ce prix doit être mis en corrélation avec l'évolution statistique de plusieurs éléments : la définition d'une séance et la prestation correspondante, la composition des tarifs par catégories, le nombre de salles et leurs horaires, le niveau des salaires et revenus, la fréquentation cumulée, le nombre de films distribués sur le territoire concerné, l'inflation, etc. En France, l'Insee dispose de certaines de ces données.
Un exemple : à Paris, en juillet 1960, il existe deux catégories de salles (A et B). La première propose une entrée plein tarif à 3,95 francs, la deuxième à 2 francs. Selon l'Insee, le salaire mensuel minimum brut est de 284 francs.

## Suivi des prix par leCNC
Le Centre national du cinéma et de l'image animée offre sur son site un bilan annuel depuis l'année 2000.

### L'exemple de 2011
La recette moyenne par entrée était de 6,33 euros en 2011 (compte non tenu des entrées gratuites).
Selon le Bilan du CNC, 69,4 % des billets ont été vendus en 2011 à moins de 7 euros et 50,2 % des billets l'ont été à moins de 6 euros.
| Tranche tarifaire | Nombre d'entrées (en millions) | Part du total |
| ----------------- | ------------------------------ | ------------- |
| moins de 3 €      | 5,61                           | 2,6 %         |
| 3 à 3,99 €        | 10,50                          | 4,8 %         |
| 4 à 4,99 €        | 26,37                          | 12,2 %        |
| 5 à 5,99 €        | 66,35                          | 30,6 %        |
| 6 à 6,99 €        | 41,63                          | 19,2 %        |
| 7 à 7,99 €        | 21,79                          | 10,0 %        |
| 8 à 8,99 €        | 17,93                          | 8,3 %         |
| 9 à 9,99 €        | 12,77                          | 5,9 %         |
| 10 € et plus      | 13,68                          | 6,3 %         |
| Total             | 216,63                         | 100,0 %       |

Source : CNC.

### Évolution du prix moyen des places entre 1992 et 2011
| Années | Recette moyenne par entrée (en euros) | Variation du prix de la place (n/n-1) | Variation de l'inflation (n/n-1) |
| ------ | ------------------------------------- | ------------------------------------- | -------------------------------- |
| 1992   | 5,18                                  | +2,8 %                                | +1,9 %                           |
| 1993   | 5,19                                  | +0,2 %                                | +2,1 %                           |
| 1994   | 5,25                                  | +1,2 %                                | +1,6 %                           |
| 1995   | 5,30                                  | +1,0 %                                | +2,1 %                           |
| 1996   | 5,31                                  | +0,2 %                                | +1,7 %                           |
| 1997   | 5,29                                  | -0,4 %                                | +1,1 %                           |
| 1998   | 5,38                                  | +1,7 %                                | +0,3 %                           |
| 1999   | 5,36                                  | -0,4 %                                | +1,3 %                           |
| 2000   | 5,39                                  | +0,6 %                                | +1,6 %                           |
| 2001   | 5,44                                  | +0,9 %                                | +1,4 %                           |
| 2002   | 5,59                                  | +2,6 %                                | +2,3 %                           |
| 2003   | 5,74                                  | +2,9 %                                | +1,6 %                           |
| 2004   | 5,82                                  | +1,4 %                                | +1,9 %                           |
| 2005   | 5,88                                  | +1,0 %                                | +1,5 %                           |
| 2006   | 5,94                                  | +1,0 %                                | +1,5 %                           |
| 2007   | 5,95                                  | +0,2 %                                | +2,6 %                           |
| 2008   | 6,01                                  | +1,0 %                                | +1,0 %                           |
| 2009   | 6,14                                  | +2,2 %                                | +0,9 %                           |
| 2010   | 6,32                                  | +2,9 %                                | +1,8 %                           |
| 2011*  | 6,33                                  | +0,2 %                                | +2,5 %                           |

Sources : CNC (recettes par entrée)[source insuffisante], Insee (inflation). *2011 : données provisoires.
En étudiant l'évolution des indices du prix de la place et des prix (cf. tableau ci-dessous), on peut comparer leur hausse respective et constater que depuis 1998, le prix des places a augmenté de 17,7 % et l'inflation a augmenté de 25,1 %.
Evolution des indices des prix de la place de cinéma et des prix à la consommation (tabac inclus) en glissement annuel
Ensemble des ménages - France entière / Base 100 : 1998
| Années | Place de cinéma | Inflation |
| ------ | --------------- | --------- |
| 1990   | 88,8            | 87,2      |
| 1991   | 93,7            | 89,9      |
| 1992   | 96,3            | 91,6      |
| 1993   | 96,5            | 93,5      |
| 1994   | 97,6            | 95,0      |
| 1995   | 98,5            | 97,0      |
| 1996   | 98,7            | 98,6      |
| 1997   | 98,3            | 99,7      |
| 1998   | 100,0           | 100,0     |
| 1999   | 99,6            | 101,3     |
| 2000   | 100,2           | 102,9     |
| 2001   | 101,1           | 104,3     |
| 2002   | 103,7           | 106,7     |
| 2003   | 106,7           | 109,0     |
| 2004   | 108,2           | 111,3     |
| 2005   | 109,3           | 113,0     |
| 2006   | 110,4           | 114,7     |
| 2007   | 110,6           | 117,7     |
| 2008   | 111,7           | 118,9     |
| 2009   | 114,1           | 119,9     |
| 2010   | 117,5           | 122,1     |
| 2011   | 117,7           | 125,1     |

Sources : CNC (prix des places), Insee (inflation). *2011 : données provisoires.